# Arbeitsglied
Als Arbeitsglied bezeichnet man in der Technik allgemein die Glieder einer technischen Schaltung, die mechanische Arbeit verrichten.
In der Fluidtechnik sind dies insbesondere die pneumatischen oder hydraulischen Fluidelemente, die die einen Hub ausführen und dabei mechanische Arbeit verrichten. Die Steuerung der Arbeitsglieder erfolgt dabei durch sogenannte Stellglieder (Ventile).
Arbeitsglieder sind:
- allgemein alle Arten von Zylindern in der Technik
- in der Fluidtechnik speziell
  - Hydraulikzylinder
  - Pneumatikzylinder